# Simon Zajc
Simon Zajc, slovenski varstvoslovec, politik in radijski ter televizijski voditelj, * 25. junij 1980. 
Zajc je aktualni državni sekretar na Ministrstvu za gospodarski razvoj in tehnologijo. Pred tem je opravljal funkcijo ministra za okolje in prostor Republike Slovenije in v času 7. državnega zbora Republike Slovenije funkcijo poslanca iz vrst Stranke modernega centra.

## Življenjepis
Diplomiral je iz varstvoslovja na Fakulteti za varnostne vede Univerze v Mariboru. Večidel kariere je deloval v medijih, kot novinar oz. moderator Radia Gama MM in radia Orion, na televizijah Net TV, Paprika TV ter pri reviji Cosmopolitan. Bil je tudi solastnik videoprodukcijega podjetja UPLU ter nekaj časa stand-up komik.

### Politika
Na državnozborskih volitvah 2014 je bil na listi Stranke Mira Cerarja (zdaj Stranke modernega centra) izvoljen za poslanca. Kot poslanec je bil podpredsednik Odbora za kmetijstvo, gozdarstvo in prehrano, podpiral je tudi regulacijo kanabisa.

#### Minister za okolje in prostor
Ob nastopu 13. vlade Republike Slovenije pod vodstvom Marjana Šarca je zasedel mesto državnega sekretarja na Ministrstvu za okolje in prostor. V začetku leta 2019 so medijski ugotovili nepravilnosti v zvezi s financiranjem makete drugega tira Divača-Koper in domnevnim okoriščanjem stranke SMC. V javnost so prišla dopisovanja med uslužbenko projekta in takratnim ministrom za okolje in prostor Juretom Lebnom, ki je takrat kot sekretar na infrastrukturnem ministrstvu bdel nad projektom. Po pogovoru s Šarcem, ki je ministra sicer podpiral, je podal svoj odstop. Državni zbor je 27. marca 2019 na mesto ministra imenoval Simona Zajca. Za je glasovalo 49, proti pa 20 poslancev.
Po razpadu vlade je bil v novi, Tretji vladi Janeza Janše imenovan na mesto državnega sekretarja na Ministrstvu za gospodarski razvoj in tehnologijo, ki ga je takrat vodil Zdravko Počivalšek.